# Until the Sea...
Until the Sea... è un cortometraggio muto del 1913 scritto e diretto da Colin Campbell.

## Trama
Un pescatore, che si pensava morto, ritorna al villaggio scoprendo che il fratello ha sposato la ragazza che entrambi amavano.

## Produzione
Il film fu prodotto dalla Selig Polyscope Company.

## Distribuzione
Distribuito dalla General Film Company, il film - un cortometraggio di una bobina - uscì nelle sale cinematografiche statunitensi il 18 dicembre 1913.